# Eois acerba
Eois acerba es una especie de polilla de la familia Geometridae. La especie fue descrita por primera vez por Paul Dognin en 1900, con distribución en Ecuador. El sintipo de la especie fue descrita en los alrededores del sector El Monje, al sur de la ciudad de Loja.

## Descripción
Es una polilla pequeña con una envergadura de 20 milímetros (0,8 plg). La cara superior de las alas es color verde pálido con el punto celular negro y una línea subterminal común, blanca, sinuosa y que regresa hacia la costa en las alas superiores. La cara inferior de las alas es de un verdoso muy pálido, los puntos celulares no muy marcados. Las alas superiores cuentan con los dos tercios costales ligeramente de color lila. Las antenas se ven fuertemente bipectinadas con una punta filiforme. El vértice y la parte superior de las antenas son blancas, el tórax y la parte superior del cuerpo es verde pálido.